# محمد شرفي
محمد شرفي من مواليد 15 أكتوبر 1946 في وادي الزناتي (في منطقة قالمة بالجزائر ) هو رجل قانون وسياسي جزائري .
بعد تخرجه من المدرسة الوطنية للإدارة ، سيكون المدعي العام في بسكرة ، عنابة ، سطيف ، قالمة ، أم البواقي ، قسنطينة وبجاية  بين عامي 1979 و1989 قبل أن يصبح أمينًا عامًا لوزارة العدل بين عامي 1989 و1991 . مستشار لرئيس الجمهورية من 1999 إلى 2002 ومنذ 2009.
انهيت مهامه بتاريخ 27 نوفمبر 2024 لاسباب صحية.

## التكوين والدبلومات
تخرج من القسم القضائي المدرسة الوطنية للإدارة، ليسانس في الحقوق، إدارة مكافحة المخدرات في العلوم الجنائية والخاصة، دكتوراه في القانون.

## المهام السياسية والبرلمانية والوزارية
- 1972-1989 : قاضي التحقيق، قاضي التحقيق والنائب العام في محاكم مختلفة،
- 1989-1991 : أمين عام لوزارة العدل،
- 1991-1997 : مستشار في المحكمة العليا، رئيس القسم،
- يونيو 2002 : وزير العدل، المستشار في رئاسة الجمهورية،
- سبتمبر 2012 : وزير العدل، حافظ الأختام.